# Humboldt-Akademie
Die Humboldt-Akademie war ein privates Berliner Institut für Erwachsenenbildung. Sie wurde in Anlehnung an die bildungspolitischen Ziele der Gebrüder Wilhelm und Alexander von Humboldt benannt und gilt als eine der Vorgänger der Volkshochschulen.

## Geschichte
Max Hirsch gründete die Humboldt-Akademie im Jahr 1878 mit dem Ziel, „solchen Personen, welche die Universität nicht besuchen können oder bereits verlassen haben, durch systematische Vortragscyklen und andere geeignete Mittel Gelegenheit zu einer harmonischen wissenschaftlichen Weiterbildung zu geben und sie in Zusammenhang mit den Fortschritten der sich entwickelnden Wissenschaft zu halten“. Er stand in den Jahren danach dem Institut als Generalsekretär vor.
Die Sozialistengesetze von 1878 verboten jedoch im Jahr der Gründung der Akademie die meisten speziell auf die Arbeiterklasse ausgerichteten Bildungsangebote für Erwachsene. Dadurch, und aufgrund der auf das Bildungsbürgertum ausgerichteten Lehrpläne konnte der ursprüngliche Anspruch Hirschs auf eine Bildung der Massen nicht verwirklicht werden.
1915 schlossen sich die Humboldt-Akademie und die 1902 gegründete Freie Hochschule Berlin zur Humboldt-Akademie, Volkshochschule Groß-Berlin zusammen.

## Persönlichkeiten
An der Humboldt-Akademie unterrichteten jährlich etwa 30 Dozenten mit Vorträgen. Diese kamen aus den verschiedensten Fachgebieten, sowohl der Geisteswissenschaften, als auch der Sozialwissenschaften und Technik. Sie waren an der Universität, an Akademien oder in sonstigen Tätigkeiten beschäftigt.
- Max Hirsch, 1878–nach 1896
- Adolf Trendelenburg, 1844–nach 1896, Archäologe
- Charles Marelle, 1880–nach 1896, Französische Literatur und Sprache
- Carl Kalonymos Abel, Alt-Philologe
- Max Hermann Baege, Philologe, Psychologe und Soziologe
- Cläre Schubert-Feder, Kunstgeschichte und Fragen der Frauenbewegung
- Oskar Stillich, Wirtschafts-, Sozial- und Politikwissenschaftler
- Gustav Ernest (1858–1941), ab 1909, Musikwissenschaftler und Pianist